# 原尾瘤蝽
原尾瘤蝽（学名：Diurocoris nakabayashii）为獵蝽科瘤蝽屬下的一个种。